# 東京都第12区
東京都第12区（とうきょうとだい12く）は、日本の衆議院議員総選挙における選挙区。1994年（平成6年）の公職選挙法改正で設置。

## 区域

### 現在の区域
2022年（令和4年）公職選挙法改正以降の区域は以下のとおりである。11区から板橋区の一部は移入したが、豊島区の部分が10区に、足立区の部分が29区へ移行された。
- 北区
- 板橋区の一部
  - 本庁管内の坂下1丁目27・29〜41番、坂下2・3丁目、東坂下2丁目、蓮根1〜3丁目、相生町、高島平1〜9丁目、新河岸1〜3丁目、舟渡1〜4丁目

### 2017年から2022年までの区域
2017年（平成29年）公職選挙法改正から2022年の小選挙区改定までの区域は以下のとおりである。2017年の区割り変更では、板橋区の一部が11区から、豊島区の一部が10区から本区へ移行され、足立区の一部が13区へ移行された。
- 豊島区の一部
  - 本庁管内の西巣鴨1丁目（1〜3・15〜38番を除く）、北大塚3丁目、上池袋1〜4丁目
  - 東部区民事務所管内（南大塚3丁目、東池袋5丁目を除く）
    - 駒込1〜7丁目、巣鴨1〜5丁目、西巣鴨1丁目1〜3・15〜38番、西巣鴨2〜4丁目、北大塚1・2丁目、南大塚1・2丁目[6]
- 北区
- 板橋区の一部
  - 本庁管内の新河岸1・2丁目、舟渡1〜4丁目
- 足立区の一部（西部：尾久橋通り・日暮里・舎人ライナー以西の地区がほぼ相当）[7]
  - 入谷1〜9丁目、入谷町、扇2丁目、小台1・2丁目、加賀1・2丁目、江北1〜7丁目、皿沼1〜3丁目、鹿浜1〜8丁目、新田1〜3丁目、椿1・2丁目、舎人1〜6丁目、舎人公園、舎人町、堀之内1・2丁目、宮城1・2丁目、谷在家2・3丁目

### 2017年以前の区域
2002年（平成14年）公職選挙法改正から2017年の小選挙区改定までの区域は以下のとおりである。
- 北区
- 足立区
  - 入谷町、入谷1〜9丁目、扇1〜3丁目、興野1・2丁目、小台1・2丁目、加賀1・2丁目、江北1〜7丁目、皿沼1〜3丁目、鹿浜1〜8丁目、新田1〜3丁目、椿1・2丁目、舎人公園、舎人町、舎人1〜6丁目、西新井栄町3丁目、西新井本町1〜5丁目、堀之内1・2丁目、宮城1・2丁目、本木北町、本木西町、本木東町、本木南町、本木1・2丁目、谷在家2・3丁目

1994年（平成6年）公職選挙法改正から2002年の小選挙区改定までの区域は以下のとおりである。
- 北区
- 足立区
  - 入谷町、入谷1〜9丁目、扇1〜3丁目、興野1・2丁目、小台1・2丁目、加賀1・2丁目、加賀皿沼町、北鹿浜町、江北1〜7丁目、皿沼1〜3丁目、鹿浜1〜8丁目、新田1〜3丁目、椿1・2丁目、舎人町、舎人1〜6丁目、西新井栄町3丁目、西新井本町1〜5丁目、堀之内1・2丁目、宮城1・2丁目、本木北町、本木西町、本木東町、本木南町、本木1・2丁目、谷在家2・3丁目

## 歴史
中選挙区時代は、北区・足立区は別の選挙区であった。1996年の設置以来、自由民主党が2度、公明党が5度、民主党が1度議席を獲得、八代英太（自民党）・青木愛（民主党）とタレント議員を2名輩出しているのも特徴である。
1996年の総選挙は八代と、新進党から立候補した沢たまきによるタレント議員同士の争いとなった。この選挙では八代が僅差で当選した。1999年の連立与党組み替え（公明党が連立与党に加わった）を経て、八代は続く2000年の総選挙でも再選された。
公明党は、この2000年選挙から連立を組む自民党との選挙協力を大半の小選挙区において行った。ほとんどの小選挙区は自民党公認候補を公明党が推薦するが、公明党に小選挙区当選者を割り振るため、公明党公認候補が出馬し自民党は候補を出さず公明候補を党をあげて推薦する自公協力区を、大都市圏（東京と関西）にてごく限られた数だけ設定する手法を取った。その結果、関西（近畿ブロック）で擁立した公明党公認候補7人のうち6人当選し一定の成果をおさめたが、東京ではこの手法は成功しなかった。
東京での自公協力の失敗の原因を、「党員も含めた自民党支持層の非協力」にあるとみた公明党は、東京小選挙区での公明公認候補を1選挙区だけに絞り、絶対に落選させてはならない議員を候補として送りこむという戦術を取った。公明党は、次期党首と目されていた太田昭宏を候補とし、自公協力区として自民党が選んだのがこの東京12区であった。
自民の現職（八代）との調整上、常に同区を公明党に明け渡すのでなくコスタリカ方式によって、自民八代と公明太田が小選挙区と比例区に順繰りに立候補するという合意が自公両党間でなされた。当区が選ばれた理由には、八代は山梨県出身の落下傘候補であること、地元区議や都議との関係も薄い他党からの移籍者であることなど、党内および選挙区内での基盤が弱かったことがあげられる。この合意がなされた2003年の総選挙は、前回当選の八代は比例代表にまわり、小選挙区は太田が立候補、当選した。
しかし、その後の郵政民営化法案採決で八代は党議に反して民営化反対票を投じたため、2005年の総選挙では、八代は党公認を得られず無所属での立候補となり、コスタリカ方式は崩れた。そこで、この選挙でも引き続き太田が自公を代表する候補として臨み、再選された。
政権交代の2009年の総選挙では、前回まで立候補していた藤田幸久が参議院茨城県選挙区に鞍替えし当選したため民主空白区となっていたが、参議院比例区から青木が鞍替えで立候補し当選した。2006年に公明党代表となった太田は比例代表への重複立候補をしていなかったため議席を失った。
2012年の総選挙では太田が青木を大差で破り返り咲いたが、選挙前に民主を離党し日本未来の党に参加していた青木も重複立候補していた比例東京ブロックで復活当選した。この選挙後の第2次安倍内閣で太田は国土交通大臣に就任し、以後公明党議員が国交相を務めている。
2014年の総選挙では前回立候補した太田、青木、日本共産党の池内沙織のほか、元航空幕僚長の田母神俊雄が次世代の党公認で立候補。この選挙では2万票以上得票数を減らしたものの太田が再選した。池内は安倍政権への全面対決を掲げてやや得票数を伸ばし、共産党が獲得議席数を増やした比例東京ブロックで重複立候補しており、復活当選した。生活の党に参加した青木は得票数を減らし、生活の党は比例東京ブロックで議席を獲得できず比例復活もならず議席を失った。田母神は公明党並びに太田への批判を展開し、公明党に批判的な保守層への浸透を図ったが最下位で落選し、次世代の党は比例東京ブロックで議席を獲得できず比例復活もならなかった。
2019年5月、公明党は次期衆院選に立候補せず政界を引退する太田に代えて比例北関東ブロック選出の岡本三成を擁立することを決定した。また2020年2月、日本維新の会は新人の阿部司を擁立することを決定した。2021年の衆院選では野党統一候補となった池内との三つ巴の争いを制した岡本が初当選し、阿部は比例復活となった。
2024年の総選挙では岡本が区割り変更に伴い新設された29区（足立区西部・荒川区）へ国替え。自民党は24年ぶりに同区から候補を擁立し、過去2回比例東京ブロック単独候補だった高木啓が維新・阿部、国民民主党・大熊利昭らを抑え当選した（阿部は比例復活）。

## 選出議員
| 選挙名                 | 年     | 当選者   | 党派       |
| ---------------------- | ------ | -------- | ---------- |
| 第41回衆議院議員総選挙 | 1996年 | 八代英太 | 自由民主党 |
| 第42回衆議院議員総選挙 | 2000年 | 八代英太 | 自由民主党 |
| 第43回衆議院議員総選挙 | 2003年 | 太田昭宏 | 公明党     |
| 第44回衆議院議員総選挙 | 2005年 | 太田昭宏 | 公明党     |
| 第45回衆議院議員総選挙 | 2009年 | 青木愛   | 民主党     |
| 第46回衆議院議員総選挙 | 2012年 | 太田昭宏 | 公明党     |
| 第47回衆議院議員総選挙 | 2014年 | 太田昭宏 | 公明党     |
| 第48回衆議院議員総選挙 | 2017年 | 太田昭宏 | 公明党     |
| 第49回衆議院議員総選挙 | 2021年 | 岡本三成 | 公明党     |
| 第50回衆議院議員総選挙 | 2024年 | 高木啓   | 自由民主党 |

## 選挙結果
時の内閣：第1次石破内閣 解散日：2024年10月9日 公示日：2024年10月15日
当日有権者数：37万8204人 最終投票率：57.09% （全国投票率：53.85%（2.08%））
| 当落 | 候補者名 | 年齢 | 所属党派     | 新旧 | 得票数   | 得票率 | 惜敗率 | 推薦・支持               | 重複 |
| ---- | -------- | ---- | ------------ | ---- | -------- | ------ | ------ | ------------------------ | ---- |
| 当   | 高木啓   | 59   | 自由民主党   | 前   | 68,878票 | 33.25% | ――     | 公明党推薦               | ○    |
| 比当 | 阿部司   | 42   | 日本維新の会 | 前   | 52,233票 | 25.22% | 75.83% |                          | ○    |
|      | 大熊利昭 | 61   | 国民民主党   | 元   | 44,524票 | 21.49% | 64.64% |                          | ○    |
|      | 田原聖子 | 55   | 日本共産党   | 新   | 41,504票 | 20.04% | 60.26% | 社会民主党東京都連合推薦 |      |

時の内閣：第1次岸田内閣 解散日：2021年10月14日 公示日：2021年10月19日
当日有権者数：46万2732人 最終投票率：57.45%（前回比：4.98%） （全国投票率：55.93%（2.25%））
| 当落 | 候補者名 | 年齢 | 所属党派     | 新旧 | 得票数    | 得票率 | 惜敗率 | 推薦・支持                             | 重複 |
| ---- | -------- | ---- | ------------ | ---- | --------- | ------ | ------ | -------------------------------------- | ---- |
| 当   | 岡本三成 | 56   | 公明党       | 前   | 101,020票 | 39.88% | ――     | 自由民主党推薦                         |      |
| 比当 | 阿部司   | 39   | 日本維新の会 | 新   | 80,323票  | 31.71% | 79.51% |                                        | ○    |
|      | 池内沙織 | 39   | 日本共産党   | 元   | 71,948票  | 28.41% | 71.22% | れいわ新選組・社会民主党東京都連合推薦 | ○    |

時の内閣：第3次安倍第3次改造内閣 解散日：2017年9月28日 公示日：2017年10月10日
当日有権者数：46万263人 最終投票率：52.47%（前回比：3.35%） （全国投票率：53.68%（1.02%））
| 当落 | 候補者名 | 年齢 | 所属党派                 | 新旧 | 得票数    | 得票率 | 惜敗率 | 推薦・支持                                   | 重複 |
| ---- | -------- | ---- | ------------------------ | ---- | --------- | ------ | ------ | -------------------------------------------- | ---- |
| 当   | 太田昭宏 | 72   | 公明党                   | 前   | 112,597票 | 51.64% | ――     | 自由民主党推薦                               |      |
|      | 池内沙織 | 35   | 日本共産党               | 前   | 83,544票  | 38.32% | 74.20% | 立憲民主党、自由党、社会民主党、新社会党推薦 | ○    |
|      | 中村勝   | 66   | 議員報酬ゼロを実現する会 | 新   | 21,892票  | 10.04% | 19.44% |                                              |      |

時の内閣：第2次安倍改造内閣 解散日：2014年11月21日 公示日：2014年12月2日
当日有権者数：39万8205人 最終投票率：56.04%（前回比：6.94%） （全国投票率：52.66%（6.66%））
| 当落 | 候補者名   | 年齢 | 所属党派   | 新旧 | 得票数   | 得票率 | 惜敗率 | 推薦・支持     | 重複 |
| ---- | ---------- | ---- | ---------- | ---- | -------- | ------ | ------ | -------------- | ---- |
| 当   | 太田昭宏   | 69   | 公明党     | 前   | 88,499票 | 41.64% | ――     | 自由民主党推薦 |      |
| 比当 | 池内沙織   | 32   | 日本共産党 | 新   | 44,721票 | 21.04% | 50.53% |                | ○    |
|      | 青木愛     | 49   | 生活の党   | 前   | 40,067票 | 18.85% | 45.27% |                | ○    |
|      | 田母神俊雄 | 66   | 次世代の党 | 新   | 39,233票 | 18.46% | 44.33% |                | ○    |

- 青木は第24回参議院議員通常選挙に比例区より立候補し、当選。

時の内閣：野田第3次改造内閣 解散日：2012年11月16日 公示日：2012年12月4日
当日有権者数：39万4907人 最終投票率：62.98%（前回比：6.08%） （全国投票率：59.32%（9.96%））
| 当落 | 候補者名 | 年齢 | 所属党派     | 新旧 | 得票数    | 得票率 | 惜敗率 | 推薦・支持     | 重複 |
| ---- | -------- | ---- | ------------ | ---- | --------- | ------ | ------ | -------------- | ---- |
| 当   | 太田昭宏 | 67   | 公明党       | 元   | 114,052票 | 51.43% | ――     | 自由民主党推薦 |      |
| 比当 | 青木愛   | 47   | 日本未来の党 | 前   | 56,432票  | 25.45% | 49.48% | 新党大地推薦   | ○    |
|      | 池内沙織 | 30   | 日本共産党   | 新   | 41,934票  | 18.91% | 36.77% |                |      |
|      | 服部聖巳 | 34   | 幸福実現党   | 新   | 9,359票   | 4.22%  | 8.21%  |                |      |

時の内閣：麻生内閣 解散日：2009年7月21日 公示日：2009年8月18日
当日有権者数：39万3158人 最終投票率：69.06%（前回比：1.26%） （全国投票率：69.28%（1.77%））
| 当落 | 候補者名 | 年齢 | 所属党派   | 新旧 | 得票数    | 得票率 | 惜敗率 | 推薦・支持 | 重複 |
| ---- | -------- | ---- | ---------- | ---- | --------- | ------ | ------ | ---------- | ---- |
| 当   | 青木愛   | 44   | 民主党     | 元   | 118,753票 | 45.20% | ――     |            | ○    |
|      | 太田昭宏 | 63   | 公明党     | 前   | 108,679票 | 41.37% | 91.52% |            |      |
|      | 池内沙織 | 26   | 日本共産党 | 新   | 31,475票  | 11.98% | 26.50% |            |      |
|      | 与国秀行 | 33   | 幸福実現党 | 新   | 3,813票   | 1.45%  | 3.21%  |            |      |

- 青木はかつては千葉12区で活動。第44回で落選した後、第21回参議院選挙で当選していた。

時の内閣：第2次小泉改造内閣 解散日：2005年8月8日 公示日：2005年8月30日 最終投票率：67.80% （全国投票率：67.51%（7.65%））
| 当落 | 候補者名 | 年齢 | 所属党派   | 新旧 | 得票数    | 得票率 | 惜敗率 | 推薦・支持 | 重複 |
| ---- | -------- | ---- | ---------- | ---- | --------- | ------ | ------ | ---------- | ---- |
| 当   | 太田昭宏 | 59   | 公明党     | 前   | 109,636票 | 43.18% | ――     |            |      |
|      | 藤田幸久 | 55   | 民主党     | 前   | 73,943票  | 29.12% | 67.44% |            | ○    |
|      | 八代英太 | 68   | 無所属     | 前   | 44,279票  | 17.44% | 40.39% |            | ×    |
|      | 野々山研 | 42   | 日本共産党 | 新   | 26,068票  | 10.27% | 23.78% |            |      |

- 藤田は2007年の第21回参議院議員通常選挙で茨城県選挙区から立候補し、当選。
- 八代は後に新党大地に入党し第45回は比例北海道ブロックに比例単独で立候補するも、落選。
- 野々山は2007年の第16回統一地方選挙の一つとして行われた北区議会議員選挙に立候補し、当選。

時の内閣：第1次小泉第2次改造内閣 解散日：2003年10月10日 公示日：2003年10月28日 （全国投票率：59.86%（2.63%））
| 当落 | 候補者名 | 年齢 | 所属党派   | 新旧 | 得票数   | 得票率 | 惜敗率 | 推薦・支持 | 重複 |
| ---- | -------- | ---- | ---------- | ---- | -------- | ------ | ------ | ---------- | ---- |
| 当   | 太田昭宏 | 58   | 公明党     | 前   | 98,700票 | 44.05% | ――     |            |      |
| 比当 | 藤田幸久 | 53   | 民主党     | 元   | 95,110票 | 42.45% | 96.36% |            | ○    |
|      | 山岸光夫 | 52   | 日本共産党 | 新   | 30,251票 | 13.50% | 30.65% |            |      |

- 太田は第41回、第42回は比例単独で当選（第41回は新進党）。

時の内閣：第1次森内閣 解散日：2000年6月2日 公示日：2000年6月13日 （全国投票率：62.49%（2.84%））
| 当落 | 候補者名   | 年齢 | 所属党派   | 新旧 | 得票数   | 得票率 | 惜敗率 | 推薦・支持 | 重複 |
| ---- | ---------- | ---- | ---------- | ---- | -------- | ------ | ------ | ---------- | ---- |
| 当   | 八代英太   | 63   | 自由民主党 | 前   | 90,208票 | 40.73% | ――     |            | ○    |
|      | 藤田幸久   | 50   | 民主党     | 前   | 64,913票 | 29.31% | 71.96% |            | ○    |
|      | 山岸光夫   | 49   | 日本共産党 | 新   | 45,482票 | 20.53% | 50.42% |            |      |
|      | 栗本慎一郎 | 58   | 自由連合   | 前   | 20,902票 | 9.44%  | 23.17% |            | ○    |

- 藤田は第41回では比例単独で当選。

時の内閣：第1次橋本内閣 解散日：1996年9月27日 公示日：1996年10月8日 （全国投票率：59.65%（8.11%））
| 当落 | 候補者名 | 年齢 | 所属党派   | 新旧 | 得票数   | 得票率 | 惜敗率 | 推薦・支持 | 重複 |
| ---- | -------- | ---- | ---------- | ---- | -------- | ------ | ------ | ---------- | ---- |
| 当   | 八代英太 | 59   | 自由民主党 | 新   | 61,461票 | 28.41% | ――     |            | ○    |
|      | 沢たまき | 59   | 新進党     | 新   | 60,289票 | 27.87% | 98.09% |            |      |
|      | 飯田幸平 | 69   | 日本共産党 | 新   | 45,858票 | 21.20% | 74.61% |            |      |
|      | 和田宗春 | 52   | 民主党     | 新   | 38,785票 | 17.93% | 63.11% |            | ○    |
|      | 安田権寧 | 41   | 無所属     | 新   | 5,501票  | 2.54%  | 8.95%  |            | ×    |
|      | 富山栄子 | 48   | 新社会党   | 新   | 4,456票  | 2.06%  | 7.25%  |            | ○    |

- 和田は1997年の東京都議会選挙に立候補し、当選。